# Post-bop
Il termine post-bop indica una forma di jazz che è nata a metà degli anni sessanta. I primi tratti del genere si riscontrano nei lavori di John Coltrane, Miles Davis, Bill Evans, Charles Mingus, Wayne Shorter, Pat Metheny e Herbie Hancock. 
Generalmente con il termine post-bop si considera il jazz degli anni ‘60 che include influenze di hard bop, modal jazz e free jazz, senza essere necessariamente identificato come tale. Il termine è stato coniato recentemente e come il Northern soul non era utilizzato quando il genere era attivo. 
Il genere rappresentò una netta separazione dal jazz classico, accogliendo diverse influenze di ciò che qualche anno dopo prenderà vita negli anni '70 nella fusion: molti artisti post-bop sono infatti anche catalogati come fusion. Diversi lavori post-bop appartengono ad artisti della Blue Note Records. 
Gli album di principale successo sono Speak No Evil di Wayne Shorter, The Real McCoy  di McCoy Tyner, Out to Lunch di Eric Dolphy, Miles Smiles di Miles Davis, Maiden Voyage di Herbie Hancock e anche Search for the New Land di Lee Morgan (un artista non completamente appartenente al post-bop). La maggior parte degli artisti post-bop sono stati attivi anche in altri generi sopracitati, e mostreranno una particolare sovrapposizione con l’hard bop.